# Porumbrei, Cimișlia
Porumbrei este satul de reședință al comunei cu același nume  din raionul Cimișlia, Republica Moldova.

## Demografie

### Structura etnică
Structura etnică a satului Porumbrei conform recensământului populației din 2004:
| Grup etnic                                               | Populație | % Procentaj  |
| -------------------------------------------------------- | --------- | ------------ |
| Băștinași declarați Moldoveni Băștinași declarați Români | 1359 8    | 98,48% 0,58% |
| Ruși                                                     | 5         | 0,36%        |
| Ucraineni                                                | 4         | 0,29%        |
| Bulgari                                                  | 3         | 0,22%        |
| Găgăuzi                                                  | 1         | 0,07%        |
| Total                                                    | 1380      |              |